# Ordinul „Isabela Catolica”
Ordinul „Isabela Catolica” este o decorație spaniolă instituită în 1815 de către regele Ferdinand al VII-lea, ca recompensă pentru cei care apăraseră posesiunile coroanei spaniole din America, în timpul mișcării pentru independență din America de Sud, condusă de Simon Bolivar. Ulterior, ordinul a fost acordat persoanelor care au acționat în beneficiul Spaniei și celor care au favorizat dezvoltarea relațiilor de prietenie și cooperare între națiunea spaniolă și alte națiuni.